# Плетистые розы
Плети́стые ро́зы — некоторые виды шиповников и сорта садовых роз, имеющих относительно длинные побеги, что влияет на особенности их использования в озеленении.

## Классификация
Плетистые розы по современной классификации относятся к следующим классам: Hybrid Multiflora, Hybrid Wichurana, Ayrshire, Boursalt, Large-Flowered Climber, некоторые сорта к Hybrid Musk, Lambertiana и Hybrid Kordesii. Также плетистыми являются так называемые «клаймеры» или «клаймбинги» (анг.: Climbing) — сорта полученные в результате почковых мутаций (анг.: Sport) роз других классов (Hybrid Tea and Climbing Hybrid Tea, Grandiflora & Climbing Grandiflora, Floribunda & Climbing Floribunda, Tea & Climbing Tea, Moss & Climbing Moss, Hybrid China & Climbing Hybrid China, Bourbon & Climbing Bourbon.
Поскольку «плетистость» — это только особенность роста побегов, официальной классификации плетистых роз нет. Некоторые авторы условно их делят на мелкоцветковые (сорта классов Hybrid Multiflora, Hybrid Wichurana) и крупноцветковые (сорта Large-Flowered Climber и клаймеры других классов).
По характеру роста их принято делить на три группы: вьющиеся — высотой от 5 до 15 м, плетистые — от 3 до 5 м и полуплетистые — от 1,5 до 3 м.

## Использование
Плетистые розы занимают одно из ведущих мест при вертикальном озеленении, хорошо сочетаются с малыми архитектурными формами, незаменимы при создании декоративных колонн, пирамид, арок, шпалер, зелёного оформления стен зданий, балконов, беседок. Выращивают эти розы в районах с относительно мягким, теплым климатом, где их не требуется укрывать на зиму. В средней полосе России практически все сорта плетистых роз требуют снятия с опор и укрытия на зиму. В Крыму одним из самых популярных сортов плетистых роз является 'Красный Маяк'.
Подготовку плетистых роз к зиме рекомендуется начинать уже в августе. Для этого вносят фосфорные и калийные удобрения, которые значительно повышают зимостойкость роз. В начале осени на плетистых и высокорослых розах делают прищипку, это ускоряет вызревание, одревеснение молодых побегов. После пригибания (до наступления отрицательных температур) производят укрытие кустов воздушно-сухим способом.